# Jordskælvet i Sydskandinavien 2008
Jordskælvet i Sydskandinavien 2008 var et jordskælv som ramte Østdanmark og Skåne d. 16. december 2008 klokken 06:20. Jordskælvet havde sit epicenter ca. 33 km øst for Malmø og ca. 20 km nordvest for Ystad og sit hypocenter ca. 10 km under overfladen. Styrken lokalt var 4,2 - 4.3 på Richter-skalaen..